# Thuận Thiên kiếm (trò chơi)
Thuận Thiên Kiếm là một trò chơi điện tử dã sử Việt Nam thuộc thể loại nhập vai trực tuyến nhiều người chơi (MMORPG) miễn phí giờ chơi vĩnh viễn, lấy bối cảnh loạn lạc thời hậu Lê (thế kỷ 15 - 16). Thuận Thiên Kiếm được xây dựng dựa trên những câu chuyện lịch sử, văn hóa Việt Nam dưới sự cố vấn của phó giáo sư sử học Huỳnh Lứa. Thuận Thiên Kiếm được biết đến như một game online dã sử Việt Nam đầu tiên được sản xuất và phát hành bởi công ty VNG (trước đây gọi là công ty Vinagame). Tại Hội chợ triển lãm về phần mềm và trò chơi điện tử ISGAF 2008, Thuận Thiên Kiếm đã được trao tặng danh hiệu game có cốt truyện Việt Nam xuất sắc nhất và game Việt Nam có thiết kế đồ họa ấn tượng nhất. Thuận Thiên Kiếm đã chính thức close beta (thử nghiệm hạn chế) vào ngày 12 tháng 08 năm 2009 và open beta vào ngày 27/3/2010 
Thuận Thiên Kiếm bắt đầu với tên gọi T812 và được khởi động từ năm 2006. Sau hơn 2 năm phát triển, đội ngũ thiết kế game đã lên đến con số hơn 70 chuyên gia là những nhà nghiên cứu, họa sĩ thiết kế, nhà báo, kỹ sư tin học, cùng hàng trăm cộng tác viên và người hỗ trợ. Thuận Thiên hay kiếm thần Thuận Thiên, thanh kiếm huyền thoại của Lê Lợi, vị anh hùng dân tộc Việt, người đã đem lại độc lập cho Việt Nam từ ách cai trị của nhà Minh phương Bắc. Kiếm Thuận Thiên được biết có ẩn chứa một sức mạnh thần kì, giúp cho lê Lợi trở nên cao lớn và có sức mạnh của vạn người. Bối cảnh game cũng bắt nguồn từ tin đồn về thanh kiếm Thuận Thiên xưa Lê Lợi đã trao trả cho thần Kim Quy tại hồ Lục Thủy (hồ Hoàn Kiếm – Hà Nội) sau khi đánh đuổi giặc Minh nay đã xuất hiện trở lại.
Hoa hậu Việt Nam năm 2006 Mai Phương Thúy làm đại diện cho trò chơi này, cùng game thủ tiến hành nhiều hoạt động từ thiện vì cộng đồng.

## Cốt truyện
Cốt truyện Thuận Thiên Kiếm tập trung vào khai thác những câu chuyện loạn lạc thời Hậu Lê với sự tranh giành quyền lực giữa các thế lực quan lại bị đẩy lên đỉnh điểm, trong đó người chơi sẽ tự chọn cho mình các phe phái như Trùng Hưng hoặc Thiên Đạo. Phe Trùng Hưng khởi nguồn khi nhà vua bỏ trốn khỏi Kinh thành, Đại thần Lê Duy, một viên quan bốn đời ăn lộc vua đã từ kinh thành chạy về trấn thành Sơn Tây, liên kết với các quan lại còn trung thành với nhà vua đứng lên kêu gọi quan quân, hào kiệt các phương tụ họp dưới cờ nghĩa diệt phản thần, giành lại ngai vàng cho nhà Lê. Họ lập ra một thế lực hùng mạnh - lực lượng Trùng Hưng. Phe Trùng Hưng chủ yếu do các tướng lĩnh, hoàng thân quốc thích của nhà Lê nắm giữ nên hệ thống binh quyền không khác gì với triều đình trước đây.
Phe Thiên Đạo khởi nguồn từ một đám nho sĩ bất mãn với thời cuộc và nông dân nghèo khổ, đứng đầu là Trịnh Tử Thiết – một thầy thuốc nghèo mà theo lời đồn một đêm mơ thấy một vị tiên nhập vào mình để cứu nhân độ thế, đã đứng lên dựng cờ nghĩa, lập ra một đạo giáo mới tên gọi Thiên Đạo. Diệt tham quan ô lại, giặc cướp, lấy của cải kẻ bất lương chia cho dân nghèo, tìm thuốc lạ chữa bệnh cứu bách tính là chí hướng của họ. Mỗi phe phái được xây dựng cũng khác nhau không chỉ ở vị trí địa lý, phân cấp mà cả về hệ thống làm nhiệm vụ. Điểm đặc biệt của Thuận Thiên Kiếm là hệ thống hơn 1000 nhiệm vụ đậm chất lịch sử, văn hóa Việt Nam. Thông qua hệ thống nhiệm vụ này người chơi sẽ có cơ hội được trau dồi thêm kiến thức lịch sử với những sự tích, truyện thần thoại nổi tiếng như Cô Tấm, chú Cuội, Phùng Hưng, Lạc Long Quân, Thánh Gióng, Trùm Voi Chín Ngà v.v...
Thuận Thiên Kiếm cũng đưa người chơi đến khám phá những vùng đất lịch sử gắn liền với những sự kiện, câu chuyện truyền thuyết như Thăng Long Thành, Cổ Loa Thành, Chùa Một Cột, Kinh Bắc, Vân Đồn, Quỷ Môn Quan, Phong Châu, Hoa Lư, Cổ Loa, Bạch Đằng Giang... Cảnh quan cũng là một trong những yếu tố được nhóm phát triển Thuận Thiên Kiếm đầu tư nhiều. Các chuyên viên thiết kế đã có cả quá trình đi thực tế, phát họa và xây dựng lại với độ chính xác cao nhất.

## Thiết kế game

### Âm nhạc
Âm nhạc trong Thuận Thiên Kiếm được biên tập, chọn lọc với sự cố vấn của giáo sư Tô Vũ và nhạc sĩ Hoài An. Âm nhạc sử dụng trong game có nguồn gốc từ các tác phẩm âm nhạc dân gian, có cả những bài nhạc từ thời Lý, Trần. Đặc biệt có một vài đoạn nhạc cổ được truyền lại từ thời Hùng Vương, lưu giữ trong dân gian và hầu như chưa mấy ai biết tới. Ngoài ra, các bài nhạc đều được hòa thanh lại cho phù hợp với phong cách nhạc game, phù hợp với từng vùng đất, tình trạng chơi (chiến đấu, hòa bình, đám cưới...) do 2 nhà soạn nhạc trẻ tuổi Vương Hoàng Trọng Hiếu và Đặng Văn Ý đảm trách. Tuy vậy, nhiều ý kiến cho rằng Vinagame phát động cuộc thi sáng tác ca khúc trước đó cho Thuận Thiên Kiếm chiếu lệ cho có. Tác phẩm có tên "Hàn Thu Vọng Nguyệt" của tác giả Hoàng Điệp được đánh giá là xuất sắc nhất mà Thuận Thiên Kiếm không xứng đáng có.

### Tính năng
Về tính năng, Thuận Thiên Kiếm bổ sung những tính năng khác gần gũi với game thủ Việt Nam như Ngũ Hành, Khoa Cử, kết hôn theo phong cách Việt Nam, tính năng Bang Hội, Công Thành Chiến, Kết giao thầy trò... Trong đó, Ngũ Hành là một mô hình về cấu trúc không gian của vũ trụ gồm: Kim, Mộc, Thủy, Hoả, Thổ. Theo triết học cổ Trung Hoa, tất cả mọi vật đều phát sinh từ 5 yếu tố cơ bản này. Ngũ hành có 2 nguyên lý cơ bản: Tương sinh và Tương khắc. Trong luật tương sinh của ngũ hành còn bao hàm ý nữa là hành nào cũng có quan hệ trên hai phương diện: Cái sinh ra nó và cái nó sinh ra. Tương khắc có nghĩa là áp chế lẫn nhau. Sự tương khắc có tác dụng duy trì sự cân bằng, nhưng nếu tương khắc thái quá thì làm cho sự biến hoá trở thành bất thường. Trong tương khắc, mỗi hành cũng lại có hai mối quan hệ: Cái khắc nó và cái nó khắc.
Thuận Thiên Kiếm còn có hoạt động Khoa cử trong trò chơi, được thiết kế giống với những kì khoa cử tuyển chọn người tài của nước Việt xưa. Mỗi tháng sẽ có 1 kì Khoa Cử. Tham dự vào kì thi này, người chơi phải lần lượt trải qua 4 kì thi nhỏ như: Khảo hạch, thi Hương, thi Hội, thi Đình. Người chơi tham gia kì thi sẽ lần lượt trả lời những câu hỏi theo độ khó tăng dần. Những người chơi trả lời đúng và nhanh sẽ được vào vòng trong. Mỗi câu trả lời đúng đều được thưởng. Trả lời đúng càng nhiều phần thưởng càng nhiều. Cuối cùng sẽ chọn ra 64 người đứng đầu để tham gia kì thi Đình vào cuối tháng. Trong kỳ thi Đình sẽ chọn ra Trạng nguyên, Bảng Nhãn, Thám Hoa, Hoàng Giáp và 28 vị tiến sĩ. Nội dung câu hỏi trong hoạt động Khoa cử là kiến thức lịch sử, địa lý, văn hoá cổ Việt Nam, ca dao tục ngữ Việt Nam, thơ văn trung đại, các câu đố dân gian Việt Nam...
Trang phục của các nhân vật trong Thuận Thiên Kiếm được thiết kế phù hợp với bối cảnh Việt Nam đương thời với sự cố vấn thiết kế bởi họa sĩ, giảng viên Sĩ Hoàng.